# Mastermind

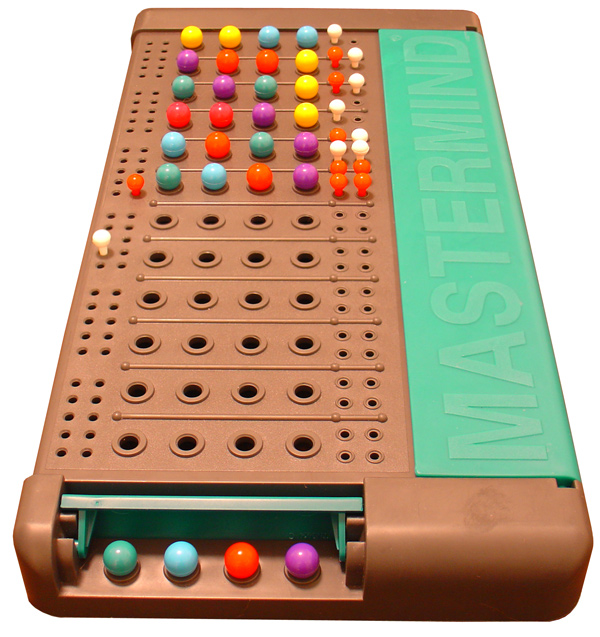
Mastermind

Mastermind is een klassieker onder de spellen in logisch denken.
De ene speler probeert de geheime code van de andere speler te ontrafelen.
De codemaker kiest in het geheim vier code-pionnen en plaatst deze in een gekozen volgorde achter het zichtschermpje. Het is toegelaten om twee of meer pionnen in dezelfde kleur te kiezen. De codemaker heeft de keuze uit zes verschillende kleuren. Dit is de verborgen code die de codebreker moet gaan ontrafelen.
In zijn beurt plaatst de codebreker vier code-pionnen naar keuze in de eerste lege rij. Nu geeft de codemaker met de sleutel-pinnen het resultaat:
- met rode/zwarte pinnen: hoeveel kleuren staan op de juiste positie?
- met witte pinnen: hoeveel kleuren komen wel in de code voor, maar staan niet op de juiste positie?

Met deze nieuwe informatie plaatst de codebreker vier volgende code-pionnen in de eerstvolgende lege rij.
Als de codemaker vier rode/zwarte pinnen heeft geplaatst, is de code gekraakt. Vaak klapt hij hierbij ook het zichtschermpje om, zodat de code voor de codebreker zichtbaar wordt. Nu wisselen de rollen. De speler die de minste beurten nodig heeft, om de code te kraken, is de winnaar van het spel.
Indien beide spelers in evenveel beurten de code weten te kraken of als beide spelers de code niet weten te kraken, kunnen eventueel nog twee rondes worden gespeeld om uit te maken wie de winnaar is van het spel.
Het spel werd in Groot-Brittannië verkozen tot spel van het jaar in 1973 door de Britse vereniging van speelgoedhandelaren.

## Varianten
Meestal wordt er gespeeld met 4 plaatsen op iedere rij, wordt er gespeeld met pionnen van 6 verschillende kleuren en krijgt de speler, die de code probeert te kraken 12 keer de mogelijkheid te raden, er zijn dus 12 rijen. Met een gekocht spel, zoals op de afbeelding, is het niet mogelijk, deze aantallen te veranderen, maar met Mastermind online eventueel wel. 
De oorspronkelijke variant heeft een code van 5 posities, te kiezen uit 8 kleuren. Voor de werkelijk superieure speler kan het spel moeilijker gemaakt worden door in de codereeks één of meer gaatjes onbezet te laten. Bij het normale spel met 8 kleuren zijn er 32.768 variaties mogelijk, door het toevoegen van het onbezette gat (a.h.w. een negende kleur) stijgt het aantal variaties tot 59.049.
Er bestaat ook een variant met 4 cijfers, ook wel 'kluizenkraker' genoemd. Dit spel komt vooral in BBS-en op packet-radio voor, maar kan ook op papier worden gespeeld. Ook werd dit spel gebruikt in de finale van het tv-programma Bankgeheim. Hier vormden de vier juiste cijfers de code van de kluis met het geld.
Woordmastermind is een andere variant van de klassieke versie van Mastermind, waarbij de code bestaat uit de vier letters van een bestaand woord. De hoeveelheid mogelijke codes is vanwege het feit dat er meer mogelijke code-pionnen (letters in plaats van kleuren) zijn hoger dan bij de klassieke versie. De codebreker maakt bij het kraken van de code zowel gebruik van logisch denken als van zijn/haar woordenschat.
Op het eerste gezicht lijkt het spelletje Lingo op woordmastermind, het oplossen is echter veel eenvoudiger gemaakt door niet alleen de aantallen van juiste letters aan te geven, maar ook welke dit zijn.